# 사리마녹
여성형으로는 파파녹(Papanok)으로도 알려진 사리마녹은 필리핀의 섬이자 필리핀 신화의 일부인 민다나오에서 유래된 마라 나오족의 전설적인 새이다. "사리"(sari)와 "마녹"(manok)이라는 단어에서 나왔다. "사리"는 "여러가지의" 또는 "다양한" 을 의미하고, "마녹"은 "닭" (즉, "다양한 색상의 새나 닭")을 의미한다.

## 설명
사리마녹은 마라나오족 작품의 어디서나 볼 수 있는 상징이 된 전설적인 새이다. 부리 또는 발톱에 물고기를 잡고 있고, 화려한 날개와 깃털이 달린 꼬리를 가진 새로 묘사된다. 머리는 두루마리, 잎사귀, 나선형 디자인으로 화려하게 장식되어 있다. 또한 사리마녹은 행운의 상징 중 하나이다.

## 유래

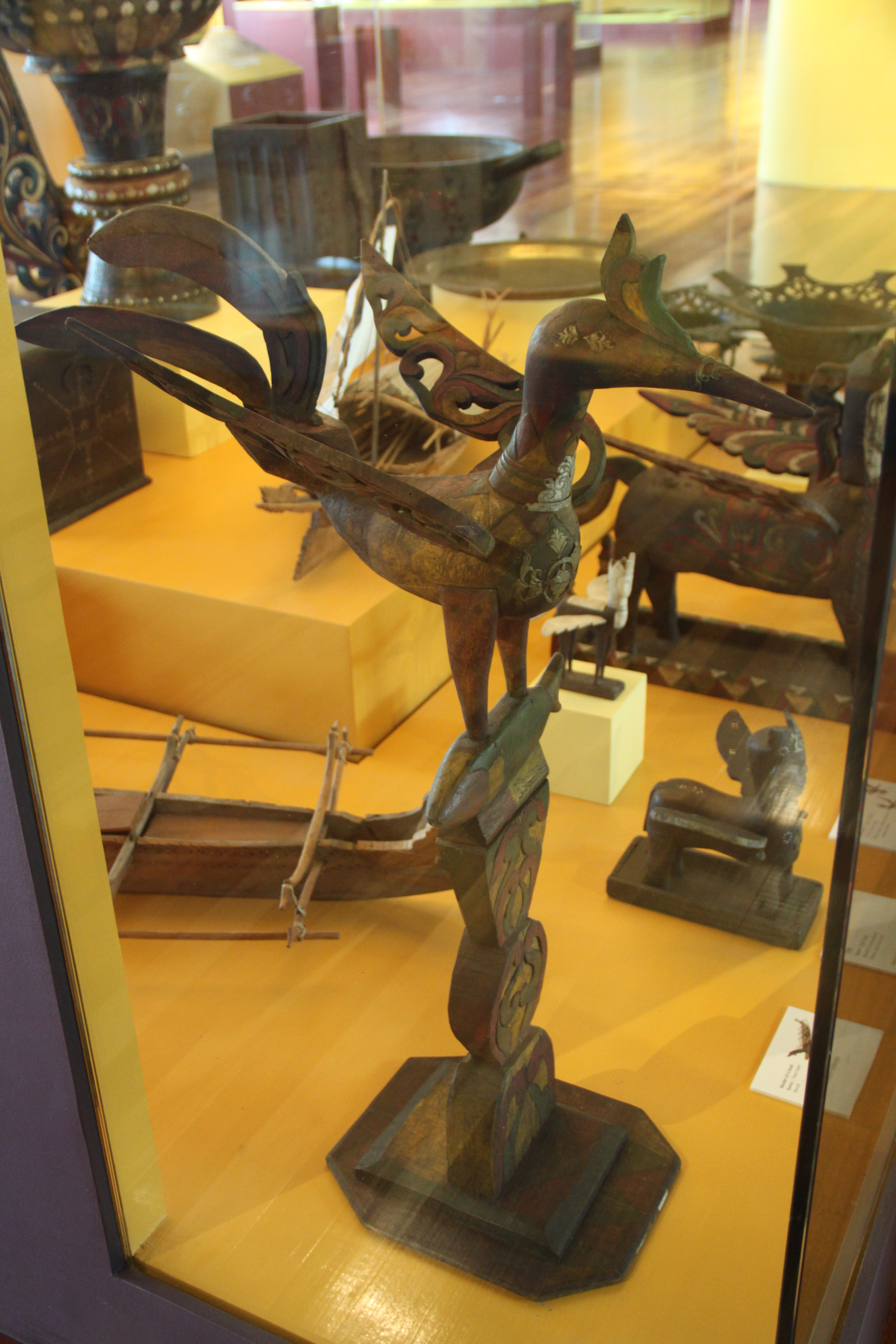
사리마녹 조각

사리마녹은 이토토로(Itotoro)라고 하는 마라나오 족의 새 형상의 토템에서 파생된다. 마라나오 사람들에 따르면 이토토로는 이니카도와(Inikadowa) 라고 불리는 보이지 않는 쌍둥이 영령 새를 통해 영계로 통하는 매개체이다.
후기 이슬람 전설에 따르면, 무함마드는 일곱 천국 중 첫 번째 천국에서 수탉을 발견했다. 그 수탉은 너무 커서 볏이 두 번째 천국에 닿을 정도이다. 까마귀는 인간을 제외한 모든 생물을 일깨웠다. 이 천상의 수탉이 까마귀를 향해 울지 않으면 심판의 날이 올 것이다. 이와 같이, 사라마녹이 까마귀를 저지하는 존재를 본따 만들었다는 설이다.

## 문화적 중점
전통적으로 사리마녹은 단독으로 전시되지 않는다. 깃발, 표준 및 베실로이드(Vexilloids, 독특한 새김을 가진 금속 또는 나무 막대기)와 함께 있어야 한다. 그러나 오늘날 이것은 완전한 사실은 아니다. 사리마녹은 술탄이나 고위 인사의 우산 위에도 놓을 수 있으며, 또한 민다나오 주립 대학교에서는 비 전통적 사용에 따라 졸업식에 채택하기도 했다.
필리핀의 전통 예술가 압둘마리 아시아 이마오(Abdulmari Asia Imao)는 사리마녹을 그의 작품 중 일부의 모티브로 사용하였는데 이 생물을 대중화하는 데 도움이 되었다.
필리핀극동대학의 문장에는 사리마녹이 그려져 있다. 이 사리마녹의 가운데에는 필극동대의 최초 8개 주요 분야를 나타내는 금색 팔망성이 그려져 있다. 사리마녹은 대학이 설립되게 한 민족주의 정신을 투영하는 총천연색의 전설의 새이다. 이 대학은 Nicanor Reyes, Sr.가 세운 필리핀 최초의 대학 중 하나이다.
필리핀 방송사 ABS-CBN은 방송사의 1993년 방송국 ID에 사리마녹을 사용했으며 1993년부터 1999년까지 방송국의 마스코트로 사용되기도 하였다. 1966년 11월 컬러 방송에서 처음 사용되었으며, 미국의 NBC가 1956년 컬러 방송을 위해 가장 유명한 상징인 공작을 만들었던 것과 비슷하게 오늘날까지 회사의 공식 로고로 남아 있다. 사리마녹은 2004년, 지역 방송 플러그에 다시 사용되었다.
1998년 로즈 퍼레이드 토너먼트의 필리핀 플로트 출품작에는 "미국 밖에서 가장 아름다운 플로트" 상을 수상한 55 피트의 거대한 사리마녹이 등장했다.
사리마녹은 또한 2011년부터 2012년까지 지속 된 단기 항공사인 스피릿 오브 마닐라 항공의 로고에 등장하기도 하였다.

## 같이 보기
- 오키르(영어판)